# Dansiea elliptica
Dansiea elliptica är en tvåhjärtbladig växtart som beskrevs av N.B. Byrnes. Dansiea elliptica ingår i släktet Dansiea och familjen Combretaceae. Inga underarter finns listade i Catalogue of Life.